# Olympische Sommerspiele 2036
Die Olympischen Sommerspiele 2036 (offiziell Spiele der XXXVI. Olympiade) sind eine geplante internationale Multisportveranstaltung. Am 20. Oktober 2022 gab der Generaldirektor des IOC Christophe De Kepper bekannt, dass man bezüglich der Austragung der Spiele im Gespräch mit zehn Nationalen Olympischen Komitees sei.
Am 26. Juni 2025 gab IOC Präsidentin Kirsty Coventry bekannt den Bewerbungsprozess für Olympische Spiele vorläufig zu pausieren, um ihn zu reevaluieren.

## Bewerbungsprozess
Ein neuer Bewerbungsprozess wurde bei der 134. IOC-Versammlung am 24. Juni 2019 in Lausanne beschlossen. Die Kernpunkte sind:
- Dauerhaftes Interesse an der Ausrichtung olympischer Veranstaltungen bei Städten/Regionen/Ländern und den Nationalen Olympischen Komitees (NOK) zu wecken
- Die Schaffung zweier so genannter Future Host Commissions, je eine für Sommer- und Winterspiele zur Überwachung des Interesses an der Austragung Olympischer Spiele

### Future Host Summer Commission
Die Future Host Summer Commission setzt sich aus den folgenden Mitgliedern zusammen:
| IOC-Mitglieder (6) | Externe Vertreter (4)                                                                                            |
| --- | --- |
| - Kolinda Grabar-Kitarović (Vorsitzende) - Richard Pound - Li Lingwei - Mikaela Cojuangco-Jaworski - Luis Mejía Oviedo - Filomena Fortes | - Sarah Walker (Athletenvertreterin) - Francesco Ricci Bitti (AIOWF) - Paul Tergat (NOCs) - Andrew Parsons (IPC) |

### Dialogphase
Nach den Statuten der Future Host Commission ist der neue Bewerbungsprozess in zwei verschiedene Dialogphasen unterteilt:
- Kontinuierlicher Dialog: Ein unverbindlicher Dialog zwischen dem IOC und Städten/Regionen/Ländern/NOKs die an einer Ausrichtung zukünftiger olympischer Veranstaltungen interessiert sind
- Zielgerichteter Dialog: Ein zielgerichteter Dialog mit einer oder mehreren interessierten Parteien (benannt als preferred host/s) nach Empfehlung der Future Host Commission als Ergebnis des kontinuierlichen Dialogs.

## Offizielle Bewerbungen

### Deutschland
Der damalige Senator für Inneres und Sport in Berlin, Andreas Geisel (SPD), unterbreitete 2019 den Vorschlag, die Olympischen Sommerspiele 2036 in Berlin auszutragen. Bereits 100 Jahre zuvor war die damalige Hauptstadt des Deutschen Reiches Austragungsort der Olympischen Sommerspiele 1936. Eine mögliche Bewerbung zur Austragung der Spiele sowie der Sommer-Paralympics 2036 wird durch das in Deutschland für Sport verantwortliche Bundesinnenministerium geprüft. Am 4. April 2023 wurde bekannt, dass der Koalitionsvertrag für den am 27. April ins Amt eingeführten Senat Wegner beinhaltet, dass Berlin im Falle einer deutschen Bewerbung 2036 oder 2040 als Austragungsort zur Verfügung stünde.
Spekuliert wird auch über eine gemeinsame Ausrichtung mit der israelischen Stadt Tel Aviv-Jaffa.
Eine Bewerbung Berlins ist jedoch umstritten, da das Austragungsjahr mit den negativ belasteten Sommerspielen von 1936 in Verbindung gebracht werden könnte. Andere sehen gerade in dem 100-jährigen Jubiläum eine große Chance ein verändertes Deutschland auf der Weltbühne zu präsentieren.
Am 2. August 2024 unterzeichneten Bundesinnenministerin Nancy Faeser und DOSB-Präsident Thomas Weikert eine Vereinbarung, mit der sich die Bundesregierung hinter eine Austragung 2040 stellt und das Vorhaben mit 6,95 Millionen Euro bis 2027 unterstützt.
Im Juni 2025 wurde bekannt, dass sich München, Hamburg und Schleswig-Holstein, die Metropolregion Rhein-Ruhr sowie Berlin mit der Bewerbung Berlin+ für die Olympischen Sommerspiele ab 2036 bewerben wollen. Es wurden bereits Bürgerentscheide zu einigen Bewerbungen angekündigt. Diese finden am 26. Oktober 2025 in München und am 31. Mai 2026 in Hamburg statt. Berlin wird keine Abstimmung durchführen.

### Doha
Im April 2022 wurde bekannt, dass Gespräche zwischen dem IOC-Präsidenten Thomas Bach und dem Emir von Katar, Tamim bin Hamad Al Thani, über eine Austragung der Spiele 2036 in Doha stattgefunden haben.
Während der Austragung der Fußball-Weltmeisterschaft 2022 wurde bekannt, dass Katar Interesse an der Austragung Olympischer Sommerspiele hätte. Bereits in den Jahren 2016 und 2020 bewarb sich Katar für die Olympischen Sommerspiele, scheiterte jedoch an Rio de Janeiro und Tokio. Im Falle einer Vergabe nach Katar würden die Spiele wohl in den Herbst verlegt werden. Das war zuletzt 2000 in Sydney der Fall, dort begannen die Spiele Mitte September.
Die Zeitung Al-Watan berichtete im April 2024, dass an einer konkreten Bewerbung gearbeitet werde. Im Juli 2025 wurde die offizielle Bewerbung bekannt.

### Indien
Indien bekundete bereits für die Austragung der Spiele von 2032 sein Interesse, entschied sich jedoch, den Fokus einer möglichen Bewerbung auf 2036 zu verlegen. In der Stadt Ahmedabad im Bundesstaat Gujarat soll ein Sportkomplex entstehen, der in der Lage sein soll Austragungsort für sämtliche Sportarten zu sein, so der indische Innenminister Amit Shah in einem Interview. Im Oktober 2021 bestätigte der Präsident des indischen Olympischen Komitees, dass es Gespräche mit dem IOC über eine Austragung der Spiele 2036 gebe. Ebenso wurde bekannt, dass im Falle eines Zuschlags das Narendra Modi Stadium für die Eröffnungs- und Schlussfeier genutzt werden soll. Am 28. Dezember 2022 gab der indische Sportminister Anurag Thakur bekannt, dass man im September bei der IOC Session einen Zeitplan für die Austragung der Spiele vorlegen werde. Im Vorfeld der 141. Sitzung des IOC in Mumbay am 14. Oktober 2023 kündigte Indiens Premierminister Narendra Modi die Bewerbung seines Landes an. Am 5. November 2024 wurde bekannt, dass die Indian Olympic Association (IOA) einen offiziellen Letter of Interest am 1. Oktober an das IOC gesendet habe.

### Istanbul
Der Oberbürgermeister der türkischen Stadt Istanbul, Ekrem İmamoğlu, gab die Bewerbung seiner Stadt am 14. Juli 2021 bekannt. Am 3. April 2023 fand ein Treffen zwischen dem türkischen Präsident Recep Tayyip Erdoğan, Sport- und Jugendminister Mehmet Kasapoğlu sowie IOC-Präsident Thomas Bach statt. Inhalt des Gesprächs war eine mögliche Bewerbung der Türkei für die Spiele. Am 6. Oktober 2023 gab İmamoğlu bekannt, dass man die Kandidatur im Einvernehmen mit der Regierung und dem Olympischen Komitee formal abschließen werde.

### Neue ägyptische Hauptstadt
Ägypten will sich mit seiner Neuen Hauptstadt, die seit 2015 errichtet wird und noch keinen Namen hat, für die Austragung der Sommerspiele bewerben. Es wäre die erste Austragung olympischer Wettkämpfe auf dem afrikanischen Kontinent. Pläne hierzu wurden durch Sportminister Ashraf Sobhy dem TV-Sender Sky News Arabia vorgestellt. So wird in der Stadt die International Olympic City erbaut, deren Anlage für die Austragung genutzt werden könnte. Am 11. August 2024 gab der Präsident des ägyptischen Olympischen Komitees, Mustapha Berraf, bekannt, dass man sich für die Spiele 2036 oder 2040 bewerben werde.

### Nusantara
Am 1. Juli 2021 gab der Vorsitzende des Olympischen Komitees von Indonesien bekannt, dass man sich nach der gescheiterten Bewerbung für die Spiele 2032 nun auf die nachfolgenden Spiele bewerben werde. Am 16. November bestätigte der indonesische Präsident Joko Widodo, dass man sich mit der im Bau befindlichen neuen Hauptstadt Nusantara bewerben werde.

### Santiago de Chile
Nach den Panamerikanischen Spielen 2023 in Santiago de Chile lobte IOC-Präsident Thomas Bach die Austragung, wobei er auch eine Bewerbung Santiagos in den Raum stellte. Kurz nach Ende der Spiele gab der Präsident des Organisationskomitees, Harold Mayne-Nichols, bekannt, dass man mit den Evaluierungen für eine Austragung der Spiele 2036 begonnen habe. Im Mai 2024 gab Mayne-Nichols bekannt, dass die Evaluierungen Fortschritte zeigen würden, allerdings auch Bereiche, in denen es Nachholbedarf gebe, so etwa die Erweiterung der Metro bis zum Flughafen Arturo Merino Benítez oder den Bau neuer, geeigneter Sportstätten. Auch diskutiere man über die Austragung einzelner Events auf der Osterinsel sowie eine terminliche Verschiebung der Spiele in den Oktober.
Im Juni 2024 gab der chilenische Präsident Gabriel Boric bekannt, dass man sich offiziell für die Spiele 2036 bewerben werde.

## Mögliche Bewerber

### Europa

#### Budapest
Der Bürgermeister von Budapest, Gergely Karácsony, gab im August 2024 bekannt, dass er eine Bewerbung Budapests für die Sommerspiele 2036 oder 2040 unterstütze. Allerdings sei eine Bewerbung nur dann möglich wenn die ungarische Regierung, die notwendigen Fördermittel freigeben würde. Budapest bewarb sich bereits mehrfach um die Olympischen Sommerspiele. Zuletzt hatte man 2024 eine Bewerbung angedacht, jedoch aufgrund einer Bürgerbewegung zurückgezogen.

#### Italien

##### Florenz–Bologna
Im Juli 2021 bekundeten die Bürgermeister von Florenz und Bologna, Dario Nardella bzw. Virginio Merola, sowie die Präsidenten der Regionalregierungen der Provinzen Toskana und Emilia-Romagna, Eugenio Giani bzw. Stefano Bonaccini, Interesse an einer Austragung der Olympischen Sommerspiele 2036.

##### Turin
Im Juli 2022 beschloss der Stadtrat von Turin einen Antrag auf Anfrage für finanzielle Unterstützung bei der Regionalregierung Piemont sowie der italienischen Regierung bezüglich einer Bewerbung der Stadt für die Sommerspiele 2036. Turin richtete bereits die Olympischen Winterspiele 2006 aus.

#### Russland
Russland plant eine Olympiabewerbung für die Austragung der Olympischen Sommerspiele 2036, dies teilte Russlands Vize-Ministerpräsident Dmitri Tschernyschenko im Dezember 2021 mit. So sei das Russische Olympische Komitee sowie das Russische Ministerium für Sport beauftragt wurden, eine Ausrichterstadt zu suchen. Mögliche Kandidaten wären Sankt Petersburg, Kasan, Rostow am Don und/oder Sotschi. Eine Bewerbung erscheint allerdings aufgrund des russischen Überfalls auf die Ukraine unwahrscheinlich.

#### Kopenhagen
Die dänische Politikerin Mia Nyegaard (Radikale Venstre) schlug im April 2022 eine Ausrichtung der Spiele in der dänischen Hauptstadt Kopenhagen vor. Grundlage hierfür soll ein langfristiger, nachhaltiger Stadtentwicklungsplan, sowie ein niedriges Budget sein. Dänemark würde sich damit erstmals um Olympische Spiele bewerben. Im September 2024 wurde bekannt, dass die Stadt Kopenhagen weiterhin an diesem Vorschlag arbeite. Zusätzlich wird eine Bewerbung für die Jugend-Sommerspiele 2030 diskutiert.

### Asien

#### Chengdu–Chongqing
Zwölf Städte in der Volksrepublik China haben bereits Interesse bekundet, die Olympischen Sommerspiele 2036 auszurichten, darunter Shanghai, Nanjing (Ausrichter der Olympischen Jugend-Sommerspiele 2014) und Guangzhou (Ausrichter der Asienspiele 2010). Im September 2020 wurde Pläne für eine Bewerbung der Städte Chengdu und Chongqing für die Spiele 2032 oder 2036 bekanntgegeben. Ebenso war eine gemeinsame Bewerbung der Stadt Guangdong mit den beiden Sonderzonen Hongkong und Macau im Gespräch.
Im März 2023 gab ein Mitglied der Politischen Konsultativkonferenz des chinesischen Volkes bekannt, dass man eine Bewerbung für 2036 plane, mit den Städten Chengdu und Chongqing.

#### Jeollabuk-do
Der Präsident des südkoreanischen Olympischen Komitees gab am 18. Oktober 2022 bekannt, dass es Gespräche bezüglich einer möglichen Bewerbung der Städte Seoul und Busan gebe. Im November 2024 reichten schließen neben Seoul und Busan auch Incheon, Gangwon und Jeollabuk-do nationale Bewerbungen ein. Am 28. Februar 2025 fiel schließlich die Entscheidung zwischen Seoul und Jeollabuk-do, wobei sich letztere überraschend deutlich mit 49 zu 11 Stimmen durchsetzen konnten.

#### Kaohsiung
Der taiwanesische Politiker Chen Chih-Chung schlug eine Kandidatur der Stadt Kaohsiung vor. Selbige richtete bereits die World Games 2009 aus.

### Nordamerika

#### Montreal/Toronto
Am 3. Februar 2021 berichtete das Journal de Montreal, dass das Kanadische Olympische Komitee die Möglichkeit einer gemeinsamen Bewerbung der Städte Montreal und Toronto prüfe. Montreal richtete bereits die Spiele 1976 aus, Toronto war Austragungsort der Panamerikanischen Spiele 2015.

## Zurückgezogene/Nicht weiter verfolgte Bewerbungen

### Kapstadt
Der Präsident der Association of National Olympic Committees of Africa (ANOCA), Mustapha Berraf, erwähnte während einer Pressekonferenz im Rahmen der Olympischen Sommerspiele 2024 in Paris, das Kapstadt eine Bewerbung für zukünftige Olympische Spiele in Erwägung ziehe, ohne dabei jedoch ein spezifisches Jahr zu nenne. Kapstadt hatte sich zuvor bereits für die Spiele 2004 beworben, war damals aber gegen Athen unterlegen.
Am 22. November 2024 fanden Gespräche zwischen dem Präsidenten des South African Sports Confederation and Olympic Committee (SASCOC), Barry Hendricks, des Geschäftsführers Nozipho Jafta und des südafrikanischen Sportministers Gayton McKenzie auf der einen Seite und der IOC Future Host Commission auf der anderen Seite statt um die Möglichkeiten einer südafrikanischen Bewerbung für die Spiele 2036 zu besprechen.
Am 2. Dezember 2024 bestätigte Barry Hendricks das Südafrika sich für die Spiele 2036 bewerben werde, wobei die Bewerbung im Februar 2025 gestartet werden solle. Die Bewerbung wurde jedoch nicht weiter verfolgt. Stattdessen wolle man sich auf kleiner Veranstaltungen fokussieren, bevor man sich für eventuell für die Spiele 2040 bewerben wird.

### London–Birmingham–Liverpool–Manchester
Im Februar 2019 gab der Londoner Bürgermeister Sadiq Khan bekannt, dass Interesse an einer gemeinsamen Bewerbung mehrerer Großstädte für die Sommerspiele 2036 bestehe. London richtete bereits die Spiele 1908, 1948 und 2012 aus. Birmingham und Manchester bewarben sich bereits mehrmals erfolglos um eine Ausrichtung. Am 20. Juli 2022 wurde bekannt, dass Gespräche zwischen der British Olympic Association und dem IOC über eine mögliche Bewerbung für die Spiele 2036 oder 2040 stattgefunden hätten. Am 30. Januar 2023 gab Sadiq Khan in einem Interview bekannt, dass man sich auf eine Bewerbung für 2040 konzentrieren werde.

### Mexiko
Am 12. Oktober 2018 gab der damalige Präsident des Mexikanischen Olympischen Komitees, Carlos Padilla, in einem Interview bekannt, dass die Städte Guadalajara, Mexiko-Stadt, Tijuana und Monterrey für eine Bewerbung für die Austragung der Spiele 2036 in Frage kommen würden.
Marcelo Ebrard, Leiter des Außenministeriums (SRE), erwähnte in sozialen Netzwerken, dass Mexiko eine Bewerbung als Gastgeber der Olympischen Spiele 2036 oder 2040 anstreben würde. Die offizielle Bewerbung wurde am 27. Oktober 2022 gestartet. Am 25. März 2023 übergaben der mexikanische Außenminister Marcelo Ebrard und die Präsidentin des Mexikanischen Olympischen Komitees, María José Alcalá, eine offizielle Absichtserklärung an IOC-Präsident Thomas Bach. Am 17. Januar 2024 wurde jedoch bekannt, dass Mexiko seine Bewerbung zurückgezogen hat. Als Begründung gab man die zu starke Konkurrenz an. Stattdessen erwäge man eine Bewerbung für die Olympischen Jugend-Sommerspiele.

### Warschau
Im Juli 2023 gab der polnische Sportminister Kamil Bortniczuk in einem Interview bekannt, dass man über eine Bewerbung Polens für die Olympischen Sommerspiele 2036 oder eine der beiden nachfolgenden Olympiaden nachdenke. Am 27. September 2023 gab Präsident Andrzej Duda offiziell die Bewerbung bekannt. Nach dem Regierungswechsel in Polen gab der neue Sportminister Slawomir Nitras bekannt, dass man die Bewerbung nicht weiter verfolgen werde. Warschau hätte sich das erste Mal um Olympische Sommerspiele beworben. Bisher bewarb man sich erfolglos um die Austragung der Winterspiele 2006 (mit Zakopane) und 2022 (mit Krakau).